# 邵麗瓊
邵麗瓊（英語：Sandy Shaw，1960年7月4日—），現任無綫電視創作總監。1978年參加無綫電視編劇訓練班後加入電視台任編劇，作品包括《相见好》及《欢乐今宵》。1982年加入香港電台電視部，擔任綜合性節目編審，同年重返無綫電視，1986年晉升為助理創作主任。編審作品包括《男兒本色》、《鬥氣一族》及《他來自江湖》等，1999年再次重返無綫電視出任節目發展部助理創作經理，負責行政工作，同时亦参与106集长剧《創世紀》之创作。

## 經歷
1992年與杜琪峯、周星馳合作的《審死官》，獲提名香港電影金像獎最佳編劇獎。
2000年加入中国星集团旗下之思维娱乐，担任创作总监。
2007年再返TVB，任職TVB節目發展分部助理總監。2007年起為無綫電視多部處境劇擔任編審，包括《同事三分親》、《畢打自己人》、《天天天晴》、《誰家灶頭無煙火》及《愛·回家 (第一輯)》。
2016年於無綫電視為處境劇集《八時入席》擔任編審兼任監製。《八時入席》亦成為邵麗瓊的告別作。2019年回巢無綫電視《伙記辦大事》擔任編審。
2020年4月，晉升為創作副總監。
2022年4月，是由創作副總監晉升為創作總監。

## 編審／編劇列表作品

### 電視劇（無綫電視）
- 1982-85年：《香港八二至香港八五》
- 1986年：《英雄故事》、《高才生》
- 1987年：《男兒本色》、《人海绿皮书》
- 1989年：《萬家傳說》、《他來自江湖》（莫淑娥合編）
- 1990年：《爱情三角错》、《孖仔孖心肝》（陳寶華合編）、《同居三人組》
- 1991年：《我愛玫瑰園》、《幹探群英》、《男盜女差》、《與郎共舞》
- 1992年：《血溅塘西》
- 1999年：《創世紀》（故事）、 《刑事偵緝檔案IV》
- 2007年：《同事三分親》（黃偉強合編）
- 2008年：《畢打自己人》（黃偉強合編）
- 2010年：《天天天晴》（賈偉南合編）
- 2011年：《誰家灶頭無煙火》（冼翠貞合編）
- 2012年：《愛·回家 (第一輯)》（冼翠貞、葉廣蔭、馬俊縈、蕭朗合編）
- 2015年：《水髮胭脂》（黃育德合編）、《無雙譜》
- 2016年：《愛·回家之八時入席》（兼監製）
- 2021年：《伙記辦大事》

### 電視劇（台湾中视）
- 1990年：《風雲時代》

### 電影
- 1990年：《香港舞男》
- 1992年：《審死官》
- 1993年：《赤腳小子》《東方三俠》《現代豪俠傳》《超級計劃》《濟公》《天台的月光》
- 1995年：《給爸爸的信》
- 1996年：《新上海灘》
- 2008年：《長江7號》

## 外部連結
- 邵麗瓊的新浪微博